# Osekriv, Turiisk
Osekriv (în ucraineană Осекрів) este un sat în comuna Makovîci din raionul Turiisk, regiunea Volînia, Ucraina.

## Demografie
Componența lingvistică a localității Osekriv
     Ucraineană (100%)
Conform recensământului din 2001, toată populația localității Osekriv era vorbitoare de ucraineană (100%).